# Travers Falls
Die Travers Falls sind ein Wasserfall im Nelson-Lakes-Nationalpark im Tasman District auf der Südinsel Neuseelands. Er liegt im Lauf des Travers River. Seine Fallhöhe beträgt 15 Meter.
Der Wasserfall liegt auf dem Weg der Mehrtageswanderung Travers-Sabine Circuit zwischen der John Tait Hut und der Upper Travers Hut.